# NK Sloga-Maris Jazavica-Roždanik
ŠNK Sloga je nogometni klub iz Jazavice. Svoje domaće utakmice igraju na gradskom stadionu u Novskoj. U sezoni 2019./20. klub se natječe u 4. HNL – Središte Zagreb.